# Marc Oliver Rieger
Marc Oliver Rieger (né le 22 septembre 1974) est un mathématicien allemand, professeur d'économie bancaire et de financière. Ses domaines de recherche sont notamment l'économie comportementale, théorie de la décision, comme par exemple le paradoxe de Saint-Pétersbourg, la théorie des jeux, les produits financiers dérivés  et le calcul des variations.
Il est l’un des auteurs, avec Thorsten Hens (de) et Mei Wang (de), d'une série de surveys appelés INTRA  (« International Test on Risk Attitudes ») qui a chiffré les données en matière de risques et de durée dans 53 pays du monde, et a eu un écho considérable,,,,.

## Carrière
Rieger étudie les mathématiques de 1993 à 1998 à l'université de Constance et obtient un doctorat en 2001 à l'Institut Max-Planck de mathématique des sciences à Leipzig sous la direction de Stefan Müller avec une thèse intitulée « Nonconvex Dynamical Problems ». Il travaille en tant que étudiant-chercheur et  postdoc à l'université Carnegie-Mellon, à l'École normale supérieure de Pise, à l'université de Zurich et à l'École polytechnique fédérale de Zurich.
Rieger est depuis 2010 professeur d'économie bancaire et de finance à l'université de Trèves et, depuis 2018, directeur de l'Institut Confucius de l'université de Trèves. En 2018 il est de plus professeur adjoint à l'Université nationale Chengchi à Taipei, et en 2019 chargé de cours à l'université de Zurich. Depuis 2019 il est membre directeur du groupe de recherche « Quantitative Finance and Risk Analysis » et directeur de projet dans le cluster de recherche  « Globalisierung und Re-Nationalisierung ».

## Publications (sélection)

### Surveys de l'INTRA
- Wolfgang Breuer, Marc Oliver Rieger et K. Can Soypak, « The behavioral foundations of corporate dividend policy a cross-country analysis », Journal of Banking and Finance, vol. 42,‎ 2014, p. 247–265.
- Thorsten Hens, Marc Oliver Rieger et Mei Wang, « Risk preferences around the world », Management Science, vol. 61, no 3,‎ 2015, p. 637–648.
- Thorsten Hens, Marc Oliver Rieger et Mei Wang, « How time preferences differ: Evidence from 53 countries », Journal of Economic Psychology, vol. 52,‎ 2016, p. 115–135
- Thorsten Hens, Marc Oliver Rieger et Mei Wang, « Estimating cumulative prospect theory parameters from an international survey », Theory and Decision, vol. 17,‎ 2016, p. 1-30

### Livre
- Thorsten Hens et Marc Oliver Rieger, Financial Economics : A concise Introduction to Classical and Behavioural Finance, Springer Verlag, 2016, 2e éd., 363 p. (ISBN 978-3-662-49688-6, lire en ligne).

### Articles
- Marc Oliver Rieger et Mei Wang, « Cumulative Prospect Theory and the St. Petersburg Paradox », Economic Theory, vol. 28,‎ 2006, p. 665–679
- Thorsten Hens, Enrico De Giorgi et Marc Oliver Rieger, « Financial Market Equilibria with Cumulative Prospect Theory », Journal of Mathematical Economics, vol. 46, no 5,‎ 2010, p. 633–651
- Marc Oliver Rieger, « Co-monotonicity of optimal investments and the design of structural financial products », Finance and Stochastics, vol. 15, no 1,‎ 2011, p. 27–55
- Marc Oliver Rieger, « Evolutionary stability of prospect theory preferences », Journal of Mathematical Economics, vol. 50,‎ 2014, p. 1-11